# 半自動オフサイドテクノロジー
半自動オフサイドテクノロジー（はんじどうオフサイドテクノロジー、Semi-automated offside technology、略称SAOT）は、ビデオ審判団とオンフィールド審判団が、より早く、より再現性の高い、より正確なオフサイド判定を行うためのサポートツールである。

## 概要
ロシアで開催された2018 FIFAワールドカップにおいてビデオ・アシスタント・レフェリー (VAR) の技術が成功したことを受け、FIFAの会長であったジャンニ・インファンティーノがサッカーにおけるテクノロジーの可能性を最大限に活用するためにアディダスをはじめとする複数のパートナー企業と共同開発を進めてVARの技術の更なる進化を目指して開発されたものである。
今まではVARでのオフサイドの判定を行うのに平均70秒の時間がかかっていたうえに正確ではない可能性があったが、この技術によって判定のプロセスが迅速化し、数センチメートル単位での判定を可能にした。2021 FIFAアラブカップやFIFAクラブワールドカップ2021といったFIFAの公式大会のほか、UEFAチャンピオンズリーグ 2022-23 グループリーグなどUEFAの公式大会やエティハド・スタジアムでも試験運用され、カタールで開催される2022 FIFAワールドカップより採用された。
ワールドカップでは開幕戦のカタールとエクアドルとの試合で、試合開始直後にエネル・バレンシアがネットを揺らしたものの、半自動オフサイドテクノロジーがミチャエル・エストラーダの右足が僅かにオフサイドラインを越えていたと判定したことでゴールが取り消された。また、アルゼンチンとサウジアラビアの試合では、このテクノロジーによって3度もオフサイドと判定されアルゼンチンのゴールが取り消された。
セリエAでは2022-23シーズンの第20節から導入され、プレミアリーグにおいても2023-24シーズンから導入することが予定されている。

## 技術的な仕組みと判定の流れ
スタジアムの屋根の下に取り付けられた12台の専用トラッキングカメラによって、ボールとオフサイド判定に関する全ての情報が含まれた各選手の最大29のデータポイントを毎秒50回追跡して、身体の部位単位でピッチ上での選手の正確な位置を割り出す。
同時に、2022 FIFAワールドカップでは公式球の内部に慣性計測装置（IMU）センサーを内蔵。ボールデータを1秒間に500回ビデオ・オペレーション・ルームに送信することでキックポイント（蹴られた地点や時間）をより正確に検出することが可能となった。
カメラによって捉えたトラッキングデータを組み合わせ、さらにマサチューセッツ工科大学を含む複数の大学と共同で考案されたAIの技術も応用することで、攻撃側の選手がボールを受ける度にシステムが自動でビデオ・オペレーション・ルームにオフサイド判定を送信する。もしもオフサイドポジションにいた選手がボールを受け取ると、一度ビデオ・オペレーション・ルーム内の審判団にオフサイドの可能性を伝える。オフサイドの警告を受け取ったビデオ審判団は、主審に伝える前に自動的に生成されたキックポイントとオフサイドラインを目視で確認し、機械から警告されたオフサイド判定が適切かどうかを検証する。特に、GKを妨害するなどボールとは直接的に関係しないオフサイドや、一度守備側の選手が触れたボールを再度攻撃側の選手が受けた場合などといった複雑なプレーをオフサイドと認めるか否かの判断は機械ではなく人間の審判によって行われる。その後、ビデオ審判団らはピッチの審判に通信システムを介して判定を通知して確認する。この時点でビデオ審判団が機械によって提案されたキックポイントやオフサイドラインに同意しない場合には、三角測量など既存のツールを使用してオフサイドラインを描写する。ピッチでの審判がオフサイドの有無を決定した後、判定に使用されたものと全く同じ位置データを使用して選手らのシンプルな3Dアニメーションを生成する。この3Dアニメーションはボールが蹴られた瞬間の選手の手足の位置を詳細に示し、スタジアムのスクリーンや試合の放映権を獲得しているパートナーにも共有され、観客と視聴者に最もわかりやすい形で情報を提供する。なお、これらのデータの保有権はすべてFIFAのみが所有する。

## 29のデータポイント
以下の29の部位の位置情報がカメラによって常に追跡される。これらの人体骨格情報（通称 : スケルトン）の座標を推定する技術は車の自動運転にも使われる技術が応用されている。
| 左右2箇所 - 目 - 耳 - 肩 - 肘 - 手首 - 親指 - 中指 - 腰 - 膝 - 足首 - 踵 - 足の外側 - 爪先 | 1箇所 - 鼻 - 頚窩 - 下腹部 |

## 批判と課題
これまで以上に公平な判定が行われると評価される一方で、システムはまだ不正確で問題があり、幾何学的な専門知識を知らないレフェリーが操作するため、使用方法にも誤りがあるのではないかとも指摘されている。
プレミアリーグでの導入に際して、マンチェスター・シティ、リヴァプール、チェルシー、トッテナム、マンチェスター・ユナイテッド、アーセナル、ブライトン、サウサンプトン、ノッティンガム・フォレストの9チームは基本的なカメラ設備が既に備わっているため比較的コストがかからないが、それ以外のクラブチームの場合には必要な機材を導入することへのコストが懸念されている。
一部では人間味のない「ロボット審判」と皮肉られたが、FIFA審判委員会会長のピエルルイジ・コッリーナは「このシステムは選手がオフサイドポジションにいた場合にのみ反応するだけのシステムであるため、最終的な決定権は人間の審判にある。」と反論している。
これまで肉眼で判断するには困難であったプレーに対しても判断できるようになったことで、元日本代表の本田圭佑は副審による従来の方法でのオフサイドの判定の必要性に疑問を呈した。